# 姚敬
姚敬（1969年4月—），男，法学硕士，中华人民共和国外交官，曾任中华人民共和国驻阿富汗大使和驻巴基斯坦大使，现任中华人民共和国驻西班牙大使兼驻安道尔大使。

## 生平
1991年，姚敬进入中华人民共和国外交部工作，先后在外交部亚洲司、驻巴基斯坦大使馆任职。2005年，任常驻联合国代表团参赞。2007年，任驻巴基斯坦大使馆参赞。2010年，任外交部拉丁美洲和加勒比司参赞。2011年，任外交部办公厅参赞。2013年，任驻印度大使馆公使衔参赞。2015年10月，出任中华人民共和国驻阿富汗大使。2017年11月，出任中华人民共和国驻巴基斯坦大使。2020年9月，自驻巴基斯坦大使离任。
2021年1月，姚敬任新疆维吾尔自治区人民政府外事办公室主任，2023年6月去职。2023年9月，出任中华人民共和国驻西班牙大使兼驻安道尔大使。

## 家庭
已婚，有一子。